# В поисках Джеки
«В поисках Джеки» (англ. Looking for Jackie) — кинофильм КНР 2009 года. В главной роли — Джеки Чан.

## Сюжет
Чёнг Ятсану 16 лет, он живёт в Индонезии и мечтает о том, что когда-нибудь встретится со своим кумиром Джеки Чаном, который возьмёт его в ученики. Чёнг настолько погружён в свои мечты, что даже толком не учится — особенно плохие оценки у него по мандаринскому диалекту, из-за чего одноклассники его задирают. Чёнга хотят отправить к дедушке и бабушке в Пекин, и хотя поначалу подросток не хочет уезжать, потом он узнаёт, что Джеки Чан приехал в Пекин, чтобы сниматься в очередном фильме.

## В ролях
- Джеки Чан — в роли самого себя
- Чжан Ишань — Чёнг Ятсан
- Юй Нань — девушка-режиссёр
- Пань Юэмин — камео.